# Maestro de Campo
Maestro de Campo, von den Bewohnern Sibale Island genannt und auch in der historischen Namensschreibweise Maestre de Campo bekannt, ist der Name einer Insel der Philippinen, die zur philippinischen Provinz Romblon gehört. Sie liegt vor der Küste der Insel Mindoro, ca. 20 Kilometer westlich der Gemeinde Gloria, am Übergang der Isla-Verde-Straße in die Tablas-Straße. Auf der ca. 19,82 km² großen Insel befindet sich als einzige Ansiedlung die Gemeinde Concepcion; 2007 hatte sie 4166 Einwohner.
Maestro de Campo ist auf den Philippinen vor allem deswegen bekannt, weil vor ihrer Küste am 31. Juli 1646 die dritte der fünf so genannten Seeschlachten der La Naval de Manila stattgefunden hat. Außerdem liegt vor der Insel das Wrack der Fähre Mactan, die in der Nacht vom 15. auf den 16. Juli 1973 sank und gern von Tauchern besucht wird.
Erreicht werden kann die Insel von den Häfen auf Tablas und Mindoro. Die Überfahrt von Gloria dauert ca. eine Stunde.